# Mathias Rust (acteur)
Pour les articles homonymes, voir Rust et Mathias Rust.
Mathias Rust, né le 24 mars 1982 à Trollhättan, est un acteur suédois connu principalement pour avoir tenu le rôle de Johan Hulth dans le film Fucking Åmål.

## Filmographie
- 1998 : Fucking Åmål  : Johan Hult
- 2003 : Hannah avec deux H : le garçon dans la discothèque